# 코벨 (건축)

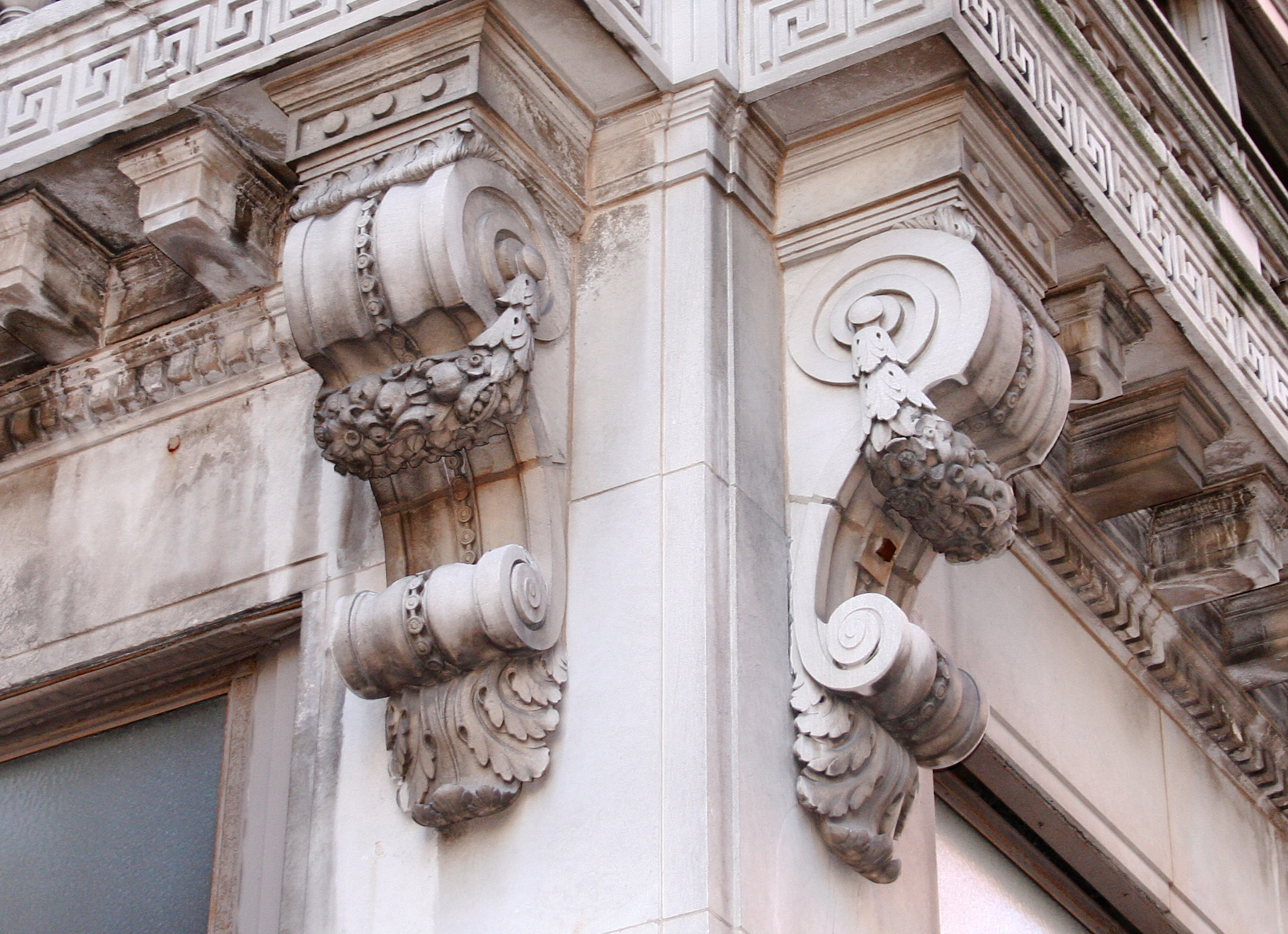
중세시대의 코벨

코벨(Corbel)은 브라켓의 일종으로, 건축에서 위로부터의 압력을 지탱하기 위해 돌, 나무, 쇠 등으로 만든 구조적 장식물을 말한다. 이런 형태로 된 목재로 된 코벨은 영국에서는 "태슬(tassel)"이라고 말하기도 한다. 코벨의 기술은 신석기 시대 때부터 시작된 것으로 추정된다.

## 같이 보기
- 처마
- 무카르나스